# Smilax pseudochina
Smilax pseudochina är en enhjärtbladig växtart som beskrevs av Carl von Linné. Smilax pseudochina ingår i släktet Smilax och familjen Smilacaceae. Inga underarter finns listade.

## Bildgalleri

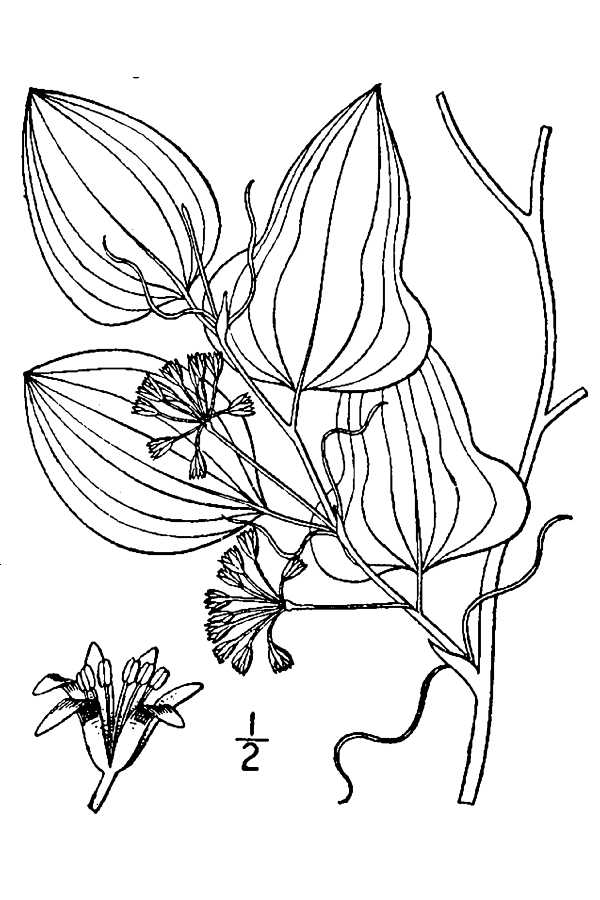